# Anapistula jerai
Espèce
Anapistula jerai est une espèce d'araignées aranéomorphes de la famille des Symphytognathidae.

## Distribution
Cette espèce se rencontre en Malaisie au Kedah et au Sarawak et en Indonésie au Kalimantan et aux îles Krakatoa,.

## Description
Le mâle holotype mesure 0,41 mm et la femelle 0,48 mm.

## Étymologie
Son nom d'espèce lui a été donné en référence au lieu de sa découverte, le Gunong Jerai.

## Publication originale
- Harvey, 1998 : A review of the Australasian species of Anapistula Gertsch (Araneae: Symphytognathidae). Records of the Western Australian Museum, vol. 19, p. 111-120 (texte intégral).